# Pathways into Darkness
Pathways into Darkness é um jogo eletrônico de aventura de tiro em primeira pessoa desenvolvido e publicado pela Bungie em 1993 para computadores pessoais Apple Macintosh. Os jogadores assumem o papel de um soldado das Forças Especiais que deve impedir que um ser poderoso e divino desperte e destrua o mundo. Os jogadores resolvem quebra-cabeças e derrotam os inimigos para desbloquear partes de uma pirâmide onde o deus dorme; o final do jogo muda dependendo das ações do jogador.
Pathways começou como uma sequência de Minotaur: The Labyrinths of Crete da Bungie, antes dos desenvolvedores criarem uma história original. Jason Jones programou o jogo, enquanto seu amigo Colin Brent desenvolveu os ambientes e as criaturas. O jogo apresenta gráficos tridimensionais mapeados em textura e som estéreo nos modelos Macintosh suportados. Pathways foi aclamado pela crítica e ganhou uma série de prêmios; também foi o primeiro grande sucesso comercial da Bungie e permitiu que a equipe de Jason Jones e Alex Seropian se mudasse para um escritório em Chicago e começasse a pagar funcionários.

## Jogabilidade
Pathways into Darkness é um jogo de tiro e aventura em primeira pessoa. A interface do jogo consiste em quatro janelas. A principal "World View", mostra a perspectiva em primeira pessoa do personagem do jogador. Os jogadores se movem, esquivam-se do fogo e usam armas e itens usando o teclado do computador. A janela "Inventory" exibe os itens que os jogadores adquiriram. A janela "Message" relaciona eventos e a hora do jogo, e a janela "Player" exibe informações de saúde e energia. O relógio do jogo funciona constantemente durante o jogo, exceto quando estiver conversando; se o tempo passar do ponto em que o deus adormecido acorda, o jogador perde o jogo.
No jogo, os jogadores lutam contra vários monstros enquanto exploram os salões e catacumbas da pirâmide. Os jogadores podem pegar armas e munições deixadas por outros para complementar seu arsenal. À medida que níveis adicionais são desbloqueados, novas armas se tornam disponíveis, incluindo metralhadoras e lançadores de granadas. Os jogadores podem absorver uma certa quantidade de dano, mas quando sua saúde chegar a zero, eles devem retomar seu progresso no último ponto de verificação salvo. Descansar no lugar recupera a saúde, mas diminui o tempo do jogo e deixa o jogador aberto ao ataque. Espalhados pelos níveis estão outros itens que os jogadores podem usar. Poções têm efeitos diferentes: poções azuis raras, por exemplo, livram o personagem do jogador de veneno e dano. Outros itens fornecem pontos que aumentam a vida ou o dinheiro máximo do personagem do jogador. Cristais podem ser usados contra inimigos para congelar, queimar ou prejudicá-los.
Através do uso do cristal amarelo, os jogadores podem conversar com seres sencientes anteriormente vivos ou "PLSBs". As conversas fornecem aos jogadores informações sobre quebra-cabeças, estratégias para derrotar monstros e antecedentes da história. Em vez de confiar em uma árvore ramificada de opções de conversa, os jogadores digitam palavras-chave em uma caixa de diálogo. Quando uma determinada palavra-chave (normalmente encontrada em uma declaração anterior pela pessoa morta em questão) é inserida, a pessoa morta dá uma resposta. O manual dá um ponto de partida ao mencionar que todas as pessoas mortas respondem a "nome" e "morte", dando seu nome e descrevendo como morreram, respectivamente.

## Enredo
Pathways lança o jogador como membro de uma equipe das Forças Especiais do Exército dos EUA enviada em missão à Península de Iucatã. Em 5 de maio de 1994, um diplomata da raça alienígena conhecido como Jjaro apareceu ao Presidente dos Estados Unidos e informou-o de que, em 13 de maio, um antigo deus que dormia embaixo de uma pirâmide acordaria e destruiria a Terra. A única maneira de impedir essa catástrofe é impedir que o deus desperte. A equipe de oito forças especiais carrega uma arma nuclear, com o objetivo de entrar na pirâmide antiga, descer ao nível inferior onde o deus dorme e ativar a bomba para atordoá-lo e enterrá-lo sob toneladas de rocha.
Antes do jogo começar, o paraquedas do personagem do jogador não abre. Despertando horas depois, o personagem encontra quase todo o seu equipamento inoperante. Chegando à pirâmide a pé horas após o restante da equipe entrar na estrutura, o jogador deve concluir a missão da equipe antes que o deus desperte em cinco dias. Na pirâmide, o jogador encontra corpos dos companheiros de esquadrão, restos de caçadores de tesouros de língua espanhola e membros caídos de uma expedição nazista da década de 1930 que procuravam uma arma secreta, mas nunca retornaram. Elementos adicionais do enredo podem ser revelados falando com esses mortos, ativados por um item atingível no início do jogo, o cristal amarelo.
O final do jogo muda dependendo se o jogador tem um sinalizador para solicitar extração e quando o dispositivo nuclear está definido para explodir. Esquecer de acionar a bomba, ou fazê-la explodir a qualquer momento após o despertar do deus dormindo, resulta na destruição da Terra. A detonação do dispositivo antes que o jogador atinja uma distância mínima segura resulta em uma vitória pírrica. Os finais mais favoráveis são alcançados deixando a pirâmide com um sinalizador para evacuação pelo menos vinte minutos antes do dispositivo ser disparado; se o jogo terminar com tempo suficiente para o jogador escapar a pé, o jogador sobrevive sem um sinalizador.

## Desenvolvimento
Pathways foi o quarto jogo de Bungie (e terceiro título comercial) após o jogo anterior, Minotaur: The Labyrinths of Crete, vendeu cerca de 2.500 cópias. No verão de 1992, Jones estava morando em dormitórios na Universidade de Chicago quando viu o Wolfenstein 3D, um jogo de tiro com gráficos tridimensionais (3D). Inspirado, Jones criou um motor de gráficos 3D para o Mac, que simulava paredes com trapézios e retângulos. Originalmente, a Bungie pretendia que Pathways fosse uma versão 3D direta de Minotaur, mas eles rapidamente descobriram que a perspectiva de cima para baixo do jogo anterior não combinava com a apresentação em 3D. Uma consideração adicional foi que os desenvolvedores queriam criar um jogo que não dependesse de redes e modems até então raros, um problema no marketing de Minotaur. O resto de 1992 foi gasto aprimorando o motor gráfico.
O trabalho na história e nos níveis do jogo começou em janeiro de 1993. Jones lembrou que a partir de tramas clichê eles passaram a "histórias muito interessantes e únicas, mas extremamente difíceis de entender". Uma das histórias mais complicadas colocou o jogador como parte de um grupo de soldados romanos que descobriram uma nascente nas montanhas que prolongava suas vidas. A cada sete anos, um soldado era escolhido para descer às cavernas e trazer mais água. Se o líder morresse, um novo seria selecionado para empreender a jornada para garantir sua sobrevivência. "Foi um enredo muito interessante, pois sua busca não era necessariamente virtuosa, não envolvia fazer coisas boas ou salvar o mundo", disse Jones. "Foi apenas você que foi escolhido, mais ou menos contra a sua vontade, para se tornar o próximo líder deste culto aos imortais." O enredo final ocupava um meio termo entre as histórias simples e complexas, porque os desenvolvedores não queriam forçar os jogadores a se envolverem profundamente na história.
Enquanto o fundador da Bungie, Alex Seropian, lidava com o aspecto comercial da Bungie e produzia a arte da caixa e o material promocional do jogo, Jones programou o jogo, escreveu o enredo e contribuiu para o manual do jogo. Enquanto Jones codificou Minotaur sozinho, a pequena equipe de Pathways se devia à falta de dinheiro para uma grande equipe. Para acelerar a implementação, Jones criou um editor de níveis para o jogo que lhe permitiu adicionar objetos, monstros e paredes aos níveis. Os níveis e labirintos do jogo abrangem 40 milhões de pés quadrados em escala. O amigo de Jones, Colin Brent, fez grande parte do design de arte e criatura, reduzindo a carga de trabalho de Jones e, na opinião do programador, melhorando a arte. Cada monstro foi desenhado à mão em diferentes estados, como estacionário, em movimento, atacando e morrendo. Eles foram escaneados no computador e adicionados ao jogo; se houvesse problemas, eles eram redesenhados. Quando os desenhos finais foram concluídos, as imagens foram coloridas em cores de 24 bits usando o Adobe Photoshop. Apesar dos gráficos avançados do jogo, Pathways foi projetado para funcionar em qualquer modelo Macintosh; foi um dos 30 aplicativos executados nativamente nos PowerMacs da Apple no dia do lançamento.
Em julho de 1993, o jogo estava atrasado; somente as porções acima da superfície da pirâmide estavam completas. Jones reservou dezoito horas por dia para o mês que antecedeu a MacWorld Expo, onde o jogo seria vendido. Ele terminou o jogo em um estado relativamente livre de bugs, pouco antes da Expo, e a Bungie tinha 500 cópias do jogo disponíveis para venda no MacWorld. Devido à dificuldade do jogo, a Bungie publicou um livro de dicas oficial.

## Recepção
Pathways foi um sucesso crítico. O revisor da Inside Mac Games, Jon Blum, escreveu em 1993 que Pathways era "um dos melhores jogos para Macintosh que eu já joguei". A Computer Gaming World descreveu Pathways como "um dungeon crawl, puro e simples". Ao descrever o jogo antes de obter uma arma como "tedioso" e criticar o pequeno número de pontos de salvamento por nível, a revista elogiou a interface do usuário "simples, elegante e fácil de usar" e os gráficos e sons "excelentes". A Computer Gaming World concluiu que, apesar de "um pouco fraco na jogabilidade real", Pathways era "um trabalho digno de uma forte recomendação". Steven Levy, da Macworld comentou que a jogabilidade e os gráficos eram extremamente suaves. Ele destacou as criaturas para elogios específicos, comparando-as a "algo que pode ter vindo de uma fusão cerebral de Tim Burton, Anne Rice e Hieronymus Bosch" em vez de simples desenhos de linhas. Reclamações e críticas ao jogo incluíram o nível de dificuldade; Blum achou alguns segmentos muito difíceis e que era possível passar horas jogando antes de perceber que o jogador havia cometido um erro irreversível. Jones admitiu que o jogo foi mais difícil do que ele pretendia. O título recebeu vários prêmios, incluindo o da Inside Mac Games de "Adventure Game of the Year" e do Macworld  de "Best Role-Playing Game", e foi listada na MacUser 100.
Pathways vendeu mais de 20.000 cópias, superando as expectativas e tornando-o o primeiro sucesso comercial da Bungie. Foi o terceiro título de Macintosh mais vendido no primeiro semestre de 1994, depois de Myst e Sim City 2000, com vendas projetadas de sete dígitos para o ano. O jogo fez dinheiro suficiente na Bungie para que a empresa fosse capaz de se mudar do apartamento de Seropian para um escritório dedicado em Chicago em South Side. Em seu novo local, a equipe da Bungie se expandiu e começou a trabalhar em outro jogo de tiro em primeira pessoa, Marathon. Entrevistado pela Inside Mac Games, Jones disse que não acreditava que alguma vez haveria uma sequência de Pathways. "Há muitas razões para isso, uma delas é que eu não gosto de sequências", disse ele, "muitas coisas legais aconteceram com a tecnologia de renderização desde que Pathways foi lançado e sugere alguns produtos diferentes que realmente não se encaixam no mundo de Pathways".